# هررو ۱۸۸۵
سیارک ۱۸۸۵ (به انگلیسی: 1885 Herero، نامگذاری:1948PJ) هزار و هشتصد و هشتاد و پنجمین سیارک کشف شده‌است که در ۹ اوت ۱۹۴۸ کشف شد.
قدر مطلق سیارک برابر ۱۳٫۷۰ است.